# Johann Jacob Rietmann
Johann Jacob Rietmann (* 13. Oktober 1815 in St. Gallen; † 4. April 1867 in Lichtensteig) war ein Schweizer Theologe und Schriftsteller.

## Leben
Als Sohn des Ochsenwirts und späteren Polizeiweibels geboren, studierte Rietmann Evangelische Theologie in Jena. Während seines Studiums wurde er 1835 Mitglied der burschenschaftlichen Gesellschaft auf dem Burgkeller. Nach seiner Ordination 1838 wurde er Pfarrer in Nussbaumen TG und 1842 in Rapperswil-Jona, bevor er Pfarrer an der Strafanstalt in St. Gallen wurde. 1847 trat er seine Pfarrstelle in Lichtensteig an, in der er bis zu seinem Tod wirkte. 1862 wurde er Mitglied des Kirchenrates. Er war dichterisch und schriftstellerisch tätig.

## Ehrungen
- Ehrenbürger von Liechtensteig

## Veröffentlichungen (Auswahl)
- Hiob. Oder das alte Leid im neuen Lied. St. Gallen, Bern 1843.
- Predigten in Liedern. St. Gallen 1851.
- Über Shakspeare’s religiöse und ethische Bedeutung. St. Gallen 1853.
- Socialistische Träume. St. Gallen 1858.
- Beschreibung der Stadt St. Gallen. Mit Zeichnungen von Johann Jacob Rietmann. Hrsg. von Stadtarchiv und Stadtbibliothek Vadiana. Zollikofer, St. Gallen 1972, ISBN 3-85993-006-0.